# Filippo Garavetti
Filippo Garavetti (Sassari, 26 agosto 1846 – Sassari, 20 marzo 1930) è stato un avvocato e politico italiano.

## Biografia
Laureato in Giurisprudenza all'Università di Sassari, prima di diventare deputato, e in seguito senatore ha ricoperto varie carice nella città sassarese tra cui la presidenza del consiglio provinciale sassarese e la carica di massimo cittadino della sua città natale. Ricoprì inoltre la carica di consigliere provinciale e comunale. Fu inoltre membro del consiglio sanitario provinciale di Sassari e membro dell'ordine degli avvocati sassaresi.
Al senato fu nominato senatore il 26 gennaio 1910, giurò il 3 marzo dello stesso anno. Il suo relatore fu Secondo Frola. Sempre al senato ricoprì i seguenti incarichi:
- Membro della Commissione parlamentare per l'esame della tariffa dei dazi doganali (13 dicembre 1918)
- Membro della Commissione parlamentare d'inchiesta sulle spese di guerra (19 luglio 1920)
- Membro della Commissione per l'esame del disegno di legge "Contravvenzioni per porto d'arma" (25 settembre 1920)
- Membro della Commissione per l'esame del disegno di legge "Disposizioni per gli esami di maturità nelle scuole elementari per l'anno scolastico 1921-22" (29 giugno 1922)
- Membro del Consiglio superiore delle acque e delle foreste (14 dicembre 1916-31 dicembre 1922)